# Catalogus Herbarii Plantarum in Horto Bogoriensi Cultarum
Catalogus Herbarii Plantarum in Horto Bogoriensi Cultarum (abreviado Cat. Herb. Bogor.) es un libro con ilustraciones y descripciones botánicas que fue escrito por el botánico, pteridólogo neerlandés Isaäc Boldingh y publicado en el año 1914, con el nombre de Catalogus Plantarum In Horto Botanico Bogoriensi Cultarum Alter: Auch Mit Dem Titel: Tweede Catalogus Der In's Lands Plantentuin Te Buitenzorg Gekweekte Gewassen Opgemaakt Door J. C. Hasskarl....